# Patrick Budgen

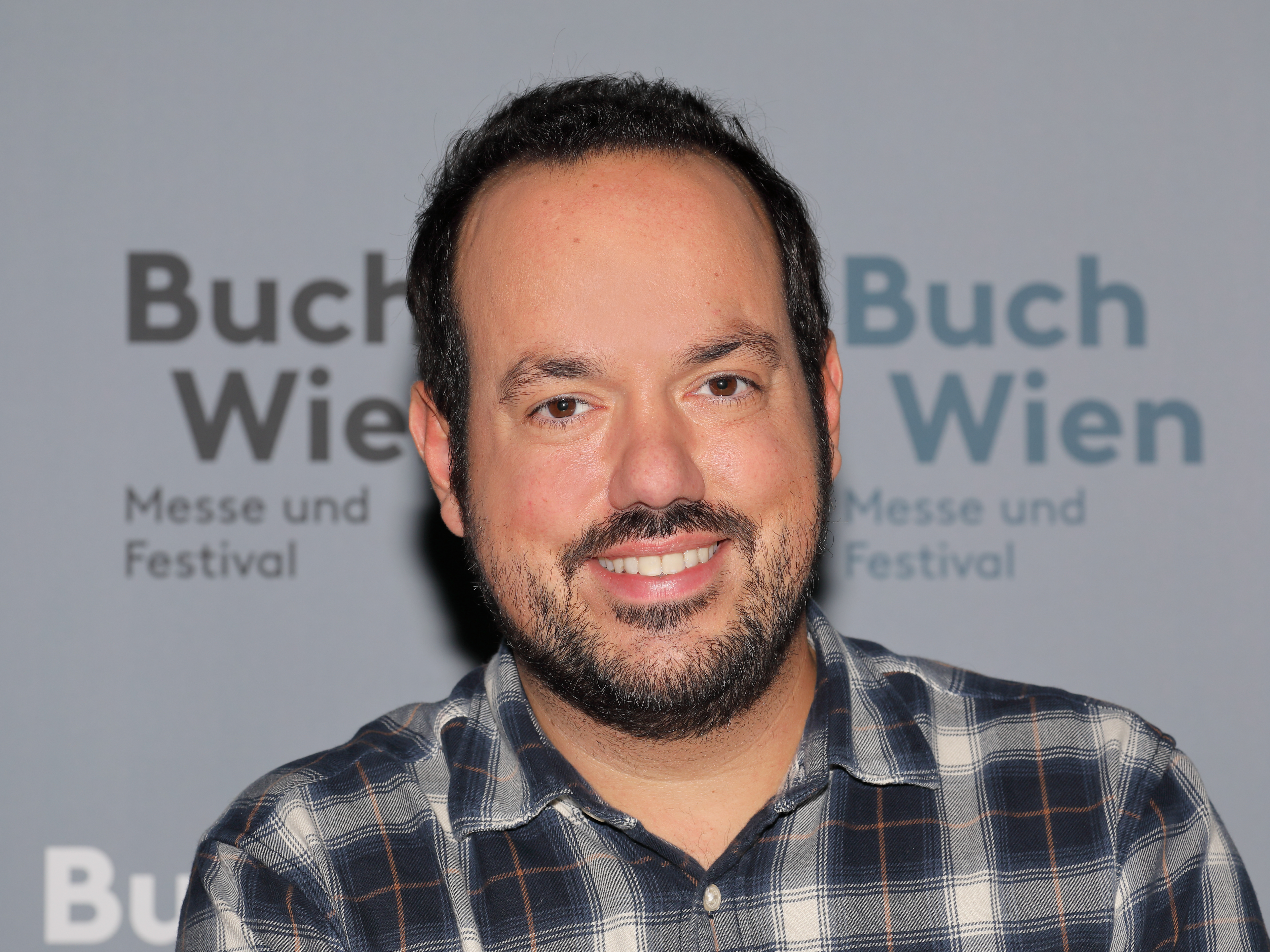
Patrick Budgen

Patrick Budgen (* 9. September 1983 in Wien) ist ein österreichischer Fernsehmoderator und -redakteur.

## Leben
Patrick Budgen (dessen Name englisch ausgesprochen wird) wurde 1983 als Sohn eines englischen Vaters in Wien geboren und absolvierte hier auch seine Schulausbildung, die er im Jahre 2003 mit der Matura abschloss.
Zu dieser Zeit arbeitete er bereits nebenbei freiberuflich bei W24 und wienweb.at, das Ende 2011 mit W24 verschmolz. In weiterer Folge begann er 2004 das Studium Journalismus und Medienmanagement an der FHWien und begann parallel dazu 2005 als Praktikant beim ORF.
Spätestens nach seinem Studienabschluss im Jahre 2008 wurde er vom ORF-Landesstudio Wien als Redakteur übernommen und gestaltete daraufhin Fernseh- und Radiobeiträge für Wien heute, Radio Wien sowie Programme der Zentralredaktion des ORF. So war er ab dieser Zeit auch in zahlreichen Live-Einstiegen und -berichten für regionale und nationale ORF-Sendungen zu sehen und begann im Jänner 2012 als Moderator der täglichen Live-Sendung Wien heute. Ab 2010 berichtete Budgen in dieser Sendung jeweils im Frühjahr über das abwechslungsreiche Leben und Treiben im Tiergarten Schönbrunn und wurde 2011 Chef vom Dienst.
Mit dem Stand März 2021 war er bei Wien heute neben Ulrike Dobeš, Lukas Lattinger und Elisabeth Vogel nach wie vor einer von vier regelmäßig auftretenden Moderatorinnen und Moderatoren der Sendung. Beim ab 2016 vom ORF produzierten Frühstücksfernsehen Guten Morgen Österreich fungierte er als Nebenmoderator – vertretungsweise auch als Hauptmoderator – für das Bundesland Wien. 2017 führte er vertretungsweise durch die Sendung Daheim in Österreich.
Neben seiner On-air-Praxis verfügt er auch über Off-air-Praxis, wobei er des Öfteren als Moderator für Veranstaltungen gebucht wird.
In seinem 2021 erschienenen Buch Einsiedlerkrebs. Wie ich aus dem schlimmsten Jahr meines Lebens das Beste machte schildert er seinen Umgang mit der Diagnose Krebs.
Seit September 2024 moderiert Budgen zweiwöchentlich den Podcast Rohrer bei Budgen mit der Journalismus-Doyenne Anneliese Rohrer.

## Publikationen
- Einsiedlerkrebs. Wie ich aus dem schlimmsten Jahr meines Lebens das Beste machte. Edition a, Wien 2021, ISBN 978-3-99001-476-9.
- Schluss – mit lustig! Wahre Wiener Begräbnisgeschichten. Edition a, Wien 2022, ISBN 978-3-99001-626-8.
- Die Holzpyjama-Affäre. Edition a, Wien 2023, ISBN 978-3-99001-683-1.
- Die Teigtascherl-Intrige. Edition a, Wien 2024, ISBN 978-3-99001-745-6.